# Teleskopická munice

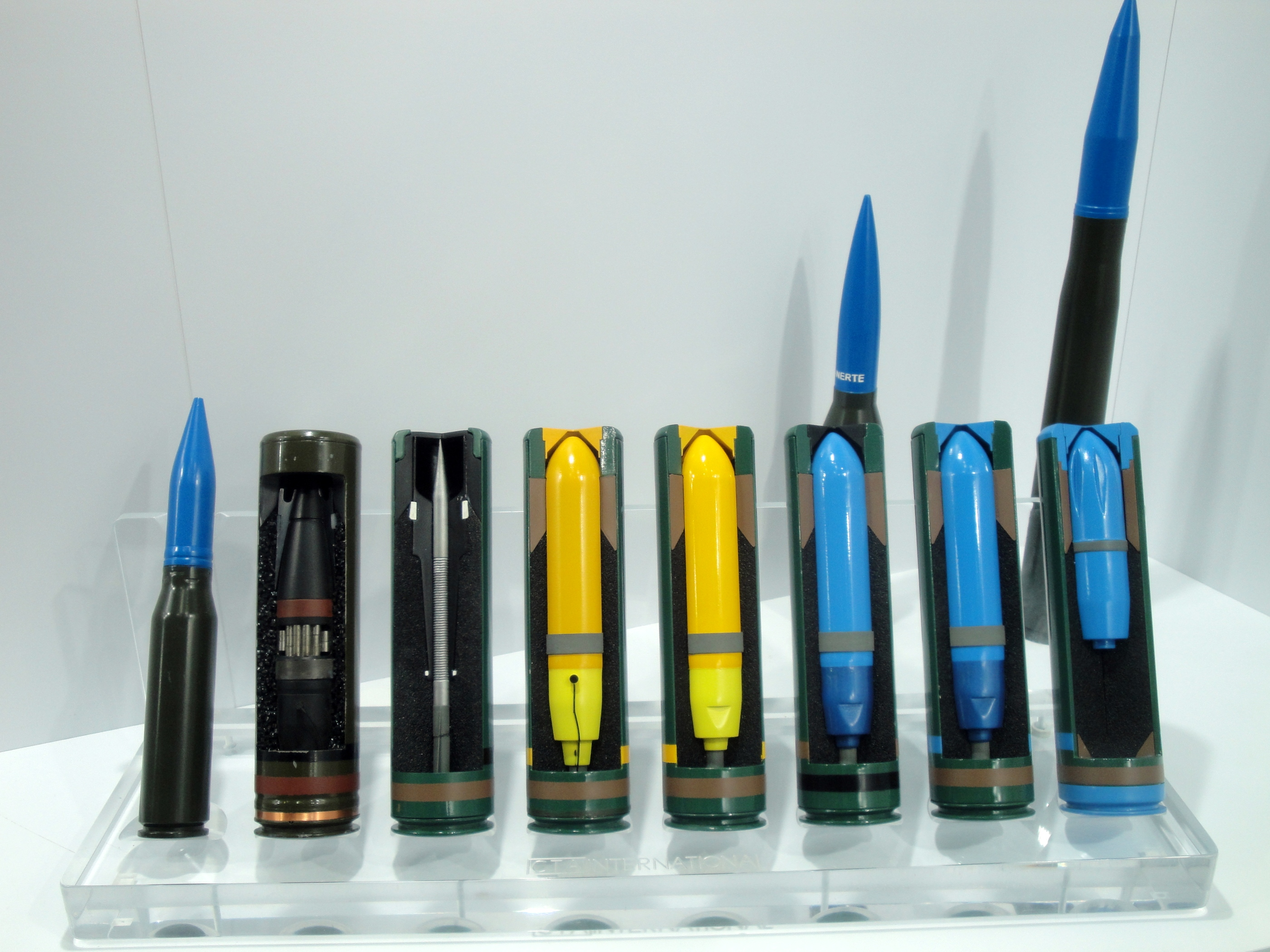
40 mm teleskopická munice (CTA International)

Teleskopická munice je munice do palných zbraní která má střelu v sestavě náboje umístěnou tak, že je zcela, nebo téměř zcela, obklopena výmetnou náplní.

## Varianty a kombinace s jinými technologiemi
Samotný princip teleskopické munice mění jen pozicí střely v náboji. Praktická realizace nového střeliva kombinuje princip
teleskopické munice s dalšími moderními trendy, jako je například beznábojnicové střelivo, případně plastové nábojnice.
Kombinací nových technologií je dosahováno významné úspory hmotnosti, ale i objemu střeliva. Teleskopická munice jako taková je navíc kratší než klasická munice a kromě toho i méně zranitelná při manipulaci a nabíjení do zbraně. 

## Zbraně
Nově vyvíjená teleskopická munice potřebuje i nové zbraně. Její použití je jak u ručních palných zbraní, tak kulometů a lehčího
dělostřelectva.
Jedním z důsledků použití principu teleskopického střeliva je změna polohy střely vůči vodící části vývrtu hlavně. Například u klasického puškového střeliva se projektil náboje v komoře nachází přímo na okraji drážek vodící části vývrtu hlavně. Na rozdíl od toho projektil u teleskopického střeliva není před výstřelem na počátku vodící části vývrtu hlavně, podobně jako je to například u revolverů a v důsledku toho se zařezává do drážek s vyšší počáteční rychlostí. Nově je teleskopické střelivo používáno například u autonomní dělová věže RAPIDFire, která může sestřelovat skupiny dronů.